# Мухаммед аль-Фатиль
Мухаммед аль-Фатиль (араб. محمد عبدالحكيم آل فتيل‎, 4 января 1992, Эль-Катиф) — саудовский футболист, защитник клуба «Ан-Наср».

## Клубная карьера
Мухаммед аль-Фатиль начинал заниматься футболом в клубе «Аль-Тараджи» из своего родного Эль-Катифа. В 2011 году он присоединился к «Аль-Ахли» из Джидды. 11 января 2012 года аль-Фатиль дебютировал в саудовской Про-лиге, выйдя на замену в концовке гостевого поединка против «Хаджера». В следующие годы он изредка появлялся на поле. 3 января 2014 года он забил свой первый гол на высшем уровне, открыв счёт в гостевой игре с «Аль-Орубой». Лишь в сезоне 2016/17 Мухаммед аль-Фатиль стал почти постоянно выходить в стартовом составе «Аль-Ахли».

## Карьера в сборной
9 декабря 2012 года Мухаммед аль-Фатиль дебютировал в составе сборной Саудовской Аравии в матче чемпионата Федерации футбола Западной Азии 2012 года в Кувейте против команды Ирана, выйдя на поле в стартовом составе. Он отыграл также два оставшихся матча саудовцев на этом турнире. В следующий раз за национальную команду он выступил спустя почти четыре года в товарищеском матче с Лаосом, появившись на поле после перерыва.
В декабре 2018 года был включён в заявку на Кубок Азии 2019. 8 января в первом матче группового этапа против КНДР отличился голом на 37 минуте игры, сделав счёт 2:0. В итоге сборная Саудовской Аравии нанесла разгромное поражение со счётом 4:0.

## Достижения
«Аль-Ахли»
- Чемпион Саудовской Аравии (1): 2015/16
- Обладатель Кубка наследного принца Саудовской Аравии (1): 2014/15
- Обладатель Саудовского кубка чемпионов (1): 2016
- Обладатель Суперкубка Саудовской Аравии (1): 2016